# Sarcotaces komaii
Sarcotaces komaii är en kräftdjursart. Sarcotaces komaii ingår i släktet Sarcotaces och familjen Philichthyidae. Inga underarter finns listade i Catalogue of Life.